# Machovsko načelo
Machovsko načelo [máhovsko načélo] je v teoretični fiziki in še posebej v gravitacijskih teorijah vsak razred načel, ki so kot Machovo načelo izražena na poseben način.
Machovo načelo v splošnem izjavlja da »oddaljena masa vpliva na bližnjo vztrajnost«. Vsako izjavo, čeprav izraženo verjetno še bolj izrecno, se lahko uvrsti kot »machovsko načelo«. Resničnost takšnih izjav je odvisna od posamezne izjave. Odvisna je tudi od teorije gravitacije, čeprav Einsteinovo splošno teorijo relativnosti pri tem največkrat omenjajo.

## Zgledi
Hermann Bondi in Joseph Samuel sta naredila seznam enajstih različnih izjav, ki se jih lahko imenuje machovska načela, in jih označila z Mach0 do Mach10. Čeprav njun seznam ni popoln, kaže na več različnih možnosti opredelitve osnovne zamisli.
- Mach0: Vesolje, ki ga predstavlja povprečno gibanje oddaljenih galaksij, se ne vrti relativno glede na krajevne opazovalne sisteme.
- Mach1: Newtonova splošna gravitacijska konstanta {\displaystyle \kappa } je dinamično polje.
- Mach2: osamljeno telo v drugače praznem prostoru nima vztrajnosti.
- Mach3: na krajevni inercialni opazovalni sistem vpliva kozmično gibanje in porazdelitev snovi.
- Mach4: Vesolje je prostorsko zaprto.
- Mach5: skupna energija, vrtilna in gibalna količina Vesolja so enake nič.
- Mach6: na vztrajnostno maso vpliva celotna porazdelitev snovi.
- Mach7: če se odstrani vso snov, prostora ni nič več.
- Mach8: {\displaystyle \Omega \equiv 4\pi \rho \kappa \tau _{H}^{2}} je določeno število reda enote, kjer je {\displaystyle \rho } srednja masna gostota snovi v Vesolju in {\displaystyle \tau _{H}} Hubblov čas.
- Mach9: teorija ne vsebuje absolutnih elementov.
- Mach10: celotna toga vrtenja in vzporedni premiki sistema so neopazljiva.